# Caledoniscincus constellatus
Caledoniscincus constellatus — вид сцинкоподібних ящірок родини сцинкових (Scincidae). Ендемік Нової Каледонії.

## Поширення і екологія
Caledoniscincus constellatus відомі з двох місцевостей, розташованих в горах Вавуто і Уазангу на північному сході Нова Каледонія. Вони живуть в густих заростях макі та в акацієвих заростях, а також в залишках склерофітного лісу в ярах. Зустрічаються на висоті до 400 м над рівнем моря.

## Збереження
МСОП класифікує цей вид як такий, що перебуває на межі зникнення. Caledoniscincus constellatus загрожує знищення природного середовища та хижацтво з боку інтродукованих щурів, кішок і мурах Wasmannia auropunctata.